# كيفن لوفيل
كيفن لوفيل (بالإنجليزية: Kevin Lovell)‏ هو لاعب كرة قدم أمريكية أمريكي، ولد في 14 أبريل 1984.